# Leonid Borissowitsch Newslin

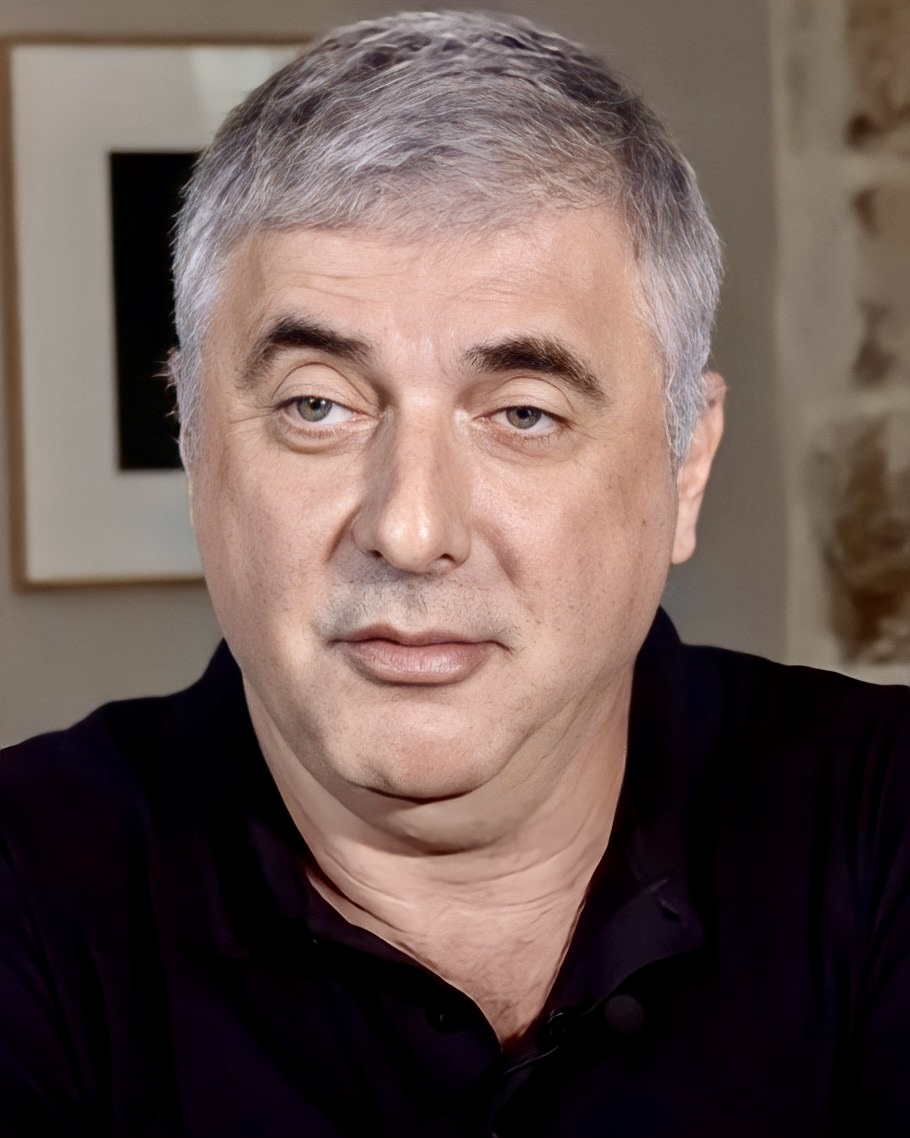
Leonid Borissowitsch Newslin (2018)

Leonid Borissowitsch Newslin (russisch Леонид Борисович Невзлин; hebräisch לאוניד נבזלין; * 21. September 1959 in Moskau) ist ein Unternehmer mit ehemals russischer, heute israelischer Staatsbürgerschaft.

## Russland
Newslin absolvierte 1981 die Gubkin-Universität für Erdöl und Gas.
Er war ein hochrangiger Angestellter bei der russischen Ölfirma Yukos, bevor sie von der russischen Regierung liquidiert wurde. Die russische Regierung fordert seine Auslieferung wegen umstrittener strafrechtlicher Vorwürfe gegen ihn und andere ehemalige Führungskräfte von Yukos. Im Jahr 2008 wurde er in Abwesenheit verurteilt und für schuldig befunden, mehrere Fälle der Verschwörung zum Mord zu lebenslanger Haft verurteilt. Newslin nannte das Gericht einen von Wladimir Putin inszenierten Schauprozess.
Newslin arbeitete beim sowjetischen Ministerium für Geologie. Von 1981 bis 1987 war er Software-Ingenieur in Sarubesch Geologia, einer Außenhandelsorganisation des damaligen sowjetischen Ministeriums für Geologie. Er war im Jahr 1987 für wissenschaftliche und technische Kreativität der Jugend im Center Frunzensky Rajon Ausschuss VLKSM – wo er Michail Chodorkowski traf und wo er stellvertretender Direktor wurde.
Von 1989 bis 1991 arbeitete er als Präsident der Menatep Jordanland. Parallel besuchte er Management- und Marketingkurse an der Russischen Plechanow-Wirtschaftsuniversität. Von 1991 bis 1996 hatte er verschiedene hochrangige Positionen bei der Bank und der Gruppe Menatep inne. Im April 1996 wurde er Vizepräsident von Jukos, die damals Menatep gehörte.
Newslin half während der russischen Präsidentschaftswahlen 1996 Boris Jelzin bei der Wiederwahl und wurde für seine Bemühungen mit dem Orden der Freundschaft ausgezeichnet. Vom September 1997 bis Oktober 1998 diente Newslin als erster stellvertretender Generaldirektor der russischen Nachrichtenagentur ITAR-TASS (während er seine Positionen bei Jukos behielt). Im April 1998 wurde er erster Vizepräsident des Menatep Board und im Jahr 1999 – nachdem die Bank Menatep inmitten der russischen Finanzkrise von 1998 in Konkurs ging – wurde er der erste Vizepräsident von Jukos Bord.
Von März bis Dezember 2001 diente Newslin als Präsident der Russischen Jüdischen Kongresses. Er war ein Schlüsselspieler in der jüdischen Geschichte und des Erbes und für Forschungsprojekte, einschließlich der Errichtung des Moskauer Jüdischen Kulturzentrums und des Internationalen Zentrums für russische und osteuropäische jüdische Studien in Moskau. Darüber hinaus trug Newslin zu zahlreichen anderen jüdischen Bildungsprogrammen in Zusammenarbeit mit World ORT, der Jewish Agency in Israel – wo er im Board of Governors diente – und dem American Jewish Joint Distribution Committee bei.
Von November 2001 bis März 2003 vertrat Newslin Mordwinien im Föderationsrat. Von Juni bis November 2003 war er Rektor der Russischen Staatlichen Universität für Geisteswissenschaften.
In den Jahren 2003 und 2004 war Newslin in der Forbes-Liste der 100 reichsten Menschen. Sein Reichtum wurde auf 2 Mrd. US-Dollar geschätzt.
Nach dem russischen Überfall auf die Ukraine 2022 verzichtete Newslin öffentlich auf seinen russischen Pass. Newslin nannte Präsident Putin, welcher die Ukraine einfach nur zerstören wolle, einen «Psychopathen» und «Verbrecher». Zudem sei der Überfall auch als Raubzug geplant gewesen; die Beute, wie zum Beispiel Asowstal sollte an die Komplizen Putins verteilt werden. Schon im April hatte die Journalistin Julija Latynina darauf hingewiesen, dass Industrieanlagen auffallend nicht bombardiert würden, wohl in der Hoffnung, sie zu erbeuten.

## Aktivitäten in Israel
Seit seinem Umzug nach Israel hat Newslin seine philanthropische Arbeit erweitert. Sein erstes Projekt in Israel war die Schaffung des Leonid Newslin Forschungszentrums für das russische und osteuropäische Judentum an der Hebräischen Universität Jerusalem. Ähnliche Zentren gründete er in Moskau, Vilnius und Kiew.
Newslin hat auch in Partnerschaft mit Keren Hajessod die Nadav Fund – Vereinigte Israel Aktion gegründet, wodurch Projekte zur Förderung jüdischen Wissens unterstützt werden.
In Zusammenarbeit mit der israelischen Regierung gründete Newslin einen Hilfsfonds im Jahr 2004 zur Erhaltung von Beth Hatefutsoth, das Museum der jüdischen Diaspora in Tel Aviv, und wurde als Vorsitzender des internationalen Board of Governors gewählt.
Er unterstützt auch das Newslin Programm für das Studium der jüdischen Kultur an der Universität Tel Aviv. Darüber hinaus spielte der Nadav Fonds eine entscheidende Rolle bei der Eröffnung der Internationalen Schule für jüdische volkskundliche Studien im Museum Beth Hatefutsoth.
Am 12. Juni 2011 wurde bekannt gegeben, dass Newslin eine 20-%-Beteiligung an der israelischen Zeitung Haaretz gekauft hat, für 140 Millionen israelische Schekel (NIS). Nach dem Erwerb Newslins blieb die Familie Schocken mit einer 60-Prozent-Beteiligung an der Gesellschaft.
Newslin ist der Autor der Bücher „Человек с рублем“ („Der Mann mit Rubel“, Co-Autor mit Chodorkowski) und „? Public Relations - кому это надо“ (Wer braucht Public Relations).

## Jukos Auktion und Prüfung des Verkaufsvertrags von 2005
Nach erfolgreichen Zivilklagen von Aktionären vor dem Ständigen Schiedsgerichtshof in Den Haag wurde den Antragstellern mit Urteil vom 28. Juli 2014 50 Milliarden US-Dollar (37,2 Milliarden Euro) zugesprochen, welche die russische Regierung ab Anfang 2015 zu bezahlen habe.
2013 beantragte Yukos Capital vor dem US-Bezirksgericht für den südlichen Bezirk von New York, einen 42,1 Mrd. US-Dollar Schiedsspruch gegen Rosneft zu bestätigen. Samaraneftegas weigerte sich seit 2007 zu zahlen.
Am 28. Juli 2014 machte das Ständige Schiedsgericht die Entscheidung mit den Schiedsrichtern Yves Fortier (Anwalt), Richter Stephen Myron Schwebel aus den USA (von Russland ernannt) und Charles Poncet (Schweiz) (von den Klägern ernannt) in einem rund 600-seitigen Urteil. Sie sprachen den Mehrheitsaktionären 50 Mrd. US-Dollar zu Lasten Russland zu – was der Hälfte ihrer Forderung entsprach. Das Gericht befand einstimmig, dass eine Enteignung stattgefunden hatte, mit der Russland unter Verstoß gegen Artikel 13 den Ölkonzerns Yukos in einer Reihe von politisch motivierten Angriffe auf Basis (1) des Energiecharta-Vertrags enteignete. Die Schlichter sagten, Russland war von der Versteigerung des Kerngeschäfts getrieben, aber nicht durch Motive der Steuererhebung – aufgrund des Wunsches der Staatsführung, Yukos „wertvollstes Gut zu erwerben.“
Die Urteile des Ständigen Schiedsgerichts wurden jedoch am 20. April 2016 von einem staatlichen Gericht in Den Haag aufgehoben. Die Begründung für die Aufhebung lautete, dass das Schiedsgericht damals für den Fall überhaupt nicht zuständig war. Das Schiedsgericht hatte 2014 irrtümlicherweise den Vertrag über die Energiecharta als gültig angesehen, da nach Ansicht des Schiedsgerichts nicht davon habe ausgegangen werden können, dass das russische Parlament die Ratifikation des Vertrages verweigern würde.
Die Hauptnutznießer von knapp über 40 Milliarden US $ aus dem Schlichterspruch von 2014 wären Leonid Newslin, Eigentümer von ~ 70 %, GML Director Tim Osborne, sowie 4 Ex-Yukos-Eigentümer Platon Lebedew, Mikhail Brudno, Vladimir Dubov und Vasily Shakhnovsky (jeweils ~ 7,5 %) gewesen. Michail Borissowitsch Chodorkowski hatte seine Mehrheit an Yukos auf Newslin während seines Prozesses im Jahr 2005 in dem Bemühen zur Abwehr des Angriffs auf das Unternehmen unterzeichnet. Weitere wichtige Begünstigte sind der Veteran Petroleum Pensionsfonds für 30000 ehemalige Yukos Mitarbeiter, denen 8,2 Milliarden US-Dollar aus Russland zugesprochen wurden. Die Möglichkeit der Schadensabwicklung abgesehen von den Gerichten in den Niederlanden ist, um technische Fragen beschränkt. Wenn Russland sich geweigert hätte zu zahlen, hätten die Kläger sich russische Staatsvermögenswerte durch gerichtlich angeordnete Beschlagnahmen in den 150 Ländern des New Yorker Übereinkommen über die Anerkennung und Vollstreckung ausländischer Schiedssprüche, dem die Sowjetunion am 24. August 1960 beigetreten ist, aneignen können.

## Kontroversen
Im September 2024 wurde Newslin von führenden Vertretern der von Alexei Nawalny gegründeten Stiftung für Korruptionsbekämpfung (FBK) beschuldigt, einen im März 2024 erfolgten Überfall auf den russischen Oppositionellen Leonid Wolkow angeordnet zu haben. Newslin bestritt dies und behauptete, dass die Quelle, von der die FBK ihre diesbezüglichen Informationen erhalten habe, ein Agent des russischen Staats bzw. des Putin-Regimes sei, der das Ziel habe, die ins Ausland geflüchtete russische Opposition zu entzweien.

## Publikationen
- Chelovek s rublem. (Der Mann mit dem Rubel), mit Michail Chodorkowski, Menatep-Inform, Moskau 1992, ISBN 978-5-7043-0575-0.